# Bitwa o Auray
Bitwa o Auray – starcie zbrojne, które miało miejsce 29 września 1364 roku pomiędzy armią francuską wspieraną przez stronnictwo zwolenników Karola de Blois, a siłami angielskimi wspieranymi przez stronników Jana V Zdobywcy. Bitwa toczyła się w ramach wojny o sukcesję w Bretanii będącej częścią wojny stuletniej.

## Preludiumbitwy
Na początku 1364 roku załamały się rozmowy pokojowe w Évran. Wówczas doradcy Jana V postanowili odbić miasto Auray, zdobyte przez siły franko-bretońskie w 1342 roku. Miasto zostało oblężone oraz zostało zablokowane od strony morza. Wkrótce siły anglo-bretońskie rozpoczęły również oblężenie pobliskiego zamku. Zapasy jedzenia oraz wody pitnej szybko się wyczerpywały. Obrońcy skłonni byli poddać się, jeżeli pomoc nie nadejdzie przed festynem Świętego Gabriela (który miał się odbyć 29 września).
27 września do miasta przybył Karol de Blois wraz ze słynnym rycerzem bretońskim Bertrandem du Guesclin. Karol objął wówczas dowództwo nad połączonymi siłami franko-bretońskimi zarówno w mieście jak i jego okolicach. Podczas następnych dwóch dni obie strony szykowały się do bitwy. 
28 września Anglicy zdobyli miasto, a następnie dokonali jego ewakuacji.
Jedna i druga strona dokonała serii wypadów dla rozpoznania terenu i wybrania najlepszego dla siebie miejsca na pole bitwy.
29 września Karol de Blois wydał rozkaz przekroczenia rzeki i ataku na pozycje Jana V. Niestety teren, który wybrał stawiał go w niekorzystnej sytuacji, podczas gdy siły anglo-bretońskie zajęły pozycje znacznie korzystniejsze pod względem strategicznym.

## Bitwa
Bitwa rozpoczęła się od krótkiego starcia pomiędzy angielskimi łucznikami a francuskimi kusznikami. Następnie do akcji wkroczyły ciężkozbrojne oddziały obu armii. Siły anglo-bretońskie podzielone na tzw. korpusy ruszyły w zwartym szeregu atakując położone na prawym brzegu wyspy wojska franko-bretońskie. Francuzi wraz z Bretończykami odparli pierwszy atak Anglików i przeprowadzili kontrnatarcie. Kontratak ten nie powiódł się ze względu na brak wsparcia ze strony własnych oddziałów rezerwowych. Anglicy przeprowadzili kolejny atak, który przełamał lewą flankę Francuzów. Podczas tego manewru do angielskiej niewoli dostał się władca Auxerre, a Karol de Blois został otoczony przez siły anglo-bretońskie. Próbując wydostać się z oblężenia de Blois został zabity. Wtedy Bertrand du Guesclin poddał armię franko-bretońską oraz zapłacił Janowi V kontrybucję wynoszącą 100 tysięcy franków.

## Konsekwencje
Bitwa o Auray oraz śmierć Karola de Blois oznaczała koniec wojny o sukcesję w Bretanii. Jednak mimo pomocy ze strony króla Anglii, Edwarda III, Jan V złożył hołd lenny królowi Francji Karolowi V Mądremu. Dzięki temu pomimo porażki na polu bitwy, Francja wyszła z wojny o sukcesję w Bretanii jako zwycięzca.